# 1984年夏季残疾人奥林匹克运动会爱尔兰代表团
1984年夏季残疾人奥林匹克运动会爱尔兰代表团是爱尔兰派出的1984年夏季残疾人奥林匹克运动会代表团。获得20枚金牌、15枚银牌和31枚铜牌。